# Thalasseus bernsteini
Thalasseus bernsteini é uma espécie de ave da família Laridae.

## Nomenclatura e taxonomia
A espécie foi descrita por Hermann Schlegel em 1863 como Sterna bernsteini. Em 2005, um estudo molecular demonstrou que os "trinta-réis de crista" representavam um gênero distinto do Sterna, sendo então a espécie foi recombinada para Thalasseus bersteini.

## Distribuição geográfica e habitat
Somente duas áreas de reprodução são conhecidas na costa oriental da China, nas províncias de Zhejiang e Fujian. Fora da estação reprodutiva pode ser encontrada na Indonésia, Filipinas, Malásia, Tailândia e Taiwan. A área de reprodução se estendia até Shandong, no norte da China, mas devido ao desenvolvimento da área após a década de 1950, a colônia reprodutiva foi extirpada.